# Edvard Radzinskij
Edvard Stanislavovitj Radzinskij (ryska: Э́двард Станисла́вович Радзи́нский) född  23 september 1936 i Moskva, Ryska SSR, Sovjetunionen, är en rysk författare av populärhistoria och pjäsförfattare. Radzinskij studerade vid Moskvas Arkivinstitut. Han är författare till en rad historiska böcker om rysk historia

### Svenska
- Teater från Neros och Senecas tid (pjäs), översättning Staffan Skott), radiobearbetning Ingrid Kallenbäck, Stockholm: Sveriges radio, 1984.
- "Herre, fräls och försona Ryssland" : Nikolaj II - hans liv och död, översättning Staffan Skott), Stockholm: Norstedts, 1992. ISBN 91-1919-362-9
- Rasputin : Rysslands svarte eminens, översättning Staffan Skott), Stockholm: Norstedts, 2004. ISBN 91-1301-220-7
- Alexander II : den siste store tsaren, översättning Staffan Skott), Stockholm: Norstedts, 2008. ISBN 978-91-1-301496-8

### Engelska
- Stalin: The First In-depth Biography Based on Explosive New Documents from Russia's Secret Archives, Anchor, (1997) ISBN 0-385-47954-9
- The Last Tsar : The Life and Death of Nicholas II, 1993, Anchor, ISBN 0-385-46962-4, (2005) ISBN 0-7432-7332-X
- Alexander II: The Last Great Tsar (2005) ISBN 0-7432-7332-X
- Tsar : The Lost World of Nicholas and Alexandra ISBN 0-316-55788-9
- The Rasputin File (2001, Anchor, USA) ISBN 0-385-48910-2
- Rasputin: The Last Word (2001, Allen & Unwin, Australia) ISBN 1-86508-529-4

### Ryska
- «Ипатьевская ночь» © AST, 2007 г.
- «На Руси от ума одно горе» © AST, 2006 г.
- «Начало театрального романа»: Сборник пьес © Издательство «ВАГРИУС», 2004 г.
- Собрание сочинений (в восьми томах) © Издательство «ВАГРИУС», 1998—2003 г.
- «Загадки жизни и смерти». Подарочное издание © Издательство «ВАГРИУС»,2003 г.
- «Княжна Тараканова» © Издательство «ВАГРИУС», 2003 г.
- «Загадки истории». Подарочное издание © Издательство «ВАГРИУС», 2002 г.
- Napoleon: life after death «Наполеон: жизнь после смерти» © Издательство «ВАГРИУС», 2002 г.
- «Игры писателей» © Издательство «ВАГРИУС», 2001 г.
- «Загадки любви» © Издательство «ВАГРИУС», 1999, 2000 гг.
- «Загадки истории» © Издательство «ВАГРИУС», 1999, 2000 гг.
- «Кровь и призраки русской смуты» © Издательство «ВАГРИУС», 1998, 2000 гг.
- «Гибель галантного века» © Издательство «ВАГРИУС», 1999 г.
- «…и сделалась кровь» © Издательство «ВАГРИУС», 1998 г.
- «Властители дум» © Издательство «ВАГРИУС», 1999 г.
- «Театр» © Издательство «Искусство», 1986 г.
- Conversations with Socrates «Беседы с Сократом» © Издательство «Советский писатель», 1982 г.

### Webbkällor
- Edvard Radzinskij i Libris
- Edvard Stanislavovic Radzinskij Norstedts förlag.